# Kostel svatého Petra a Pavla (Přelíc)
Kostel svatého Petra a Pavla v Přelíci je bývalým farním kostelem v obci Přelíc. Památkami jsou zde vlastní kostel, barokní zvonice, ohradní zeď s brankou a náhrobek mlynáře Červeného. Celý areál je od roku 1967 chráněnou kulturní památkou České republiky.

## Historie
Datum stavby kostela není známo. Odhady se pohybují od druhé poloviny 11. století přes konec 12. století po druhou polovinu 14. století. Gotická přístavba kněžiště proběhla ve 13. nebo 14. století. Dobroslav Líbal upřesňuje stavbu presbytáře do první třetiny 14. století. Ve druhé polovině 16. století byla prodloužena loď a přistavěna předsíň.
Kostel je poprvé jako farní zmiňován v roce 1361, vlastní farnost již v roce 1352. V roce 1366 je potvrzen jako farář v Přelíci kněz Antonín. Dne 12. prosince 1379 proběhla vizitace farnosti, kterou provedl arcijáhen Pavel z Janovic. Kněz Antonín zemřel v roce 1384. Poté došlo k letitému sporu o místo přelíckého faráře, kdy místopurkrabí Pražského hradu Buzek z Přelíce a jeho bratr Lukáš z Přelíce prosazovali na faru klerika Havla. Na podací právo si ale činily nárok i další osoby a ty navrhovaly jiného kněze Havla, další pak kněze Mikuláše. Nakonec byl jako farář potvrzen kněz Havel. Z dokladů ale není jasné, který z obou navrhovaných Havlů to byl. V roce 1404 uplatnila podací právo k faře Eliška Šranková z Tuchoměřic a její syn Mikuláš. Poslední zmínka o faře je z roku 1411. Poté informace mizí a proto není známo, kdy fara zanikla. V roce 1602 je v kostele zmiňován kněz podobojí. Rekatolizace proběhla za panství Jaroslava Bořity z Martinic. Fara ale znovu nevznikla, duchovní správu zajišťovala farnost ve Smečně.
V letech 1999 - 2002 proběhla generální oprava kostela, která byla financována z darů obyvatel Přelíce, Smečna, Brna a dalších mecenášů a provedena místními dobrovolníky. Kostel byl znovuotevřen mší svatou, která byla sloužena v sobotu 9. listopadu 2002.

## Popis

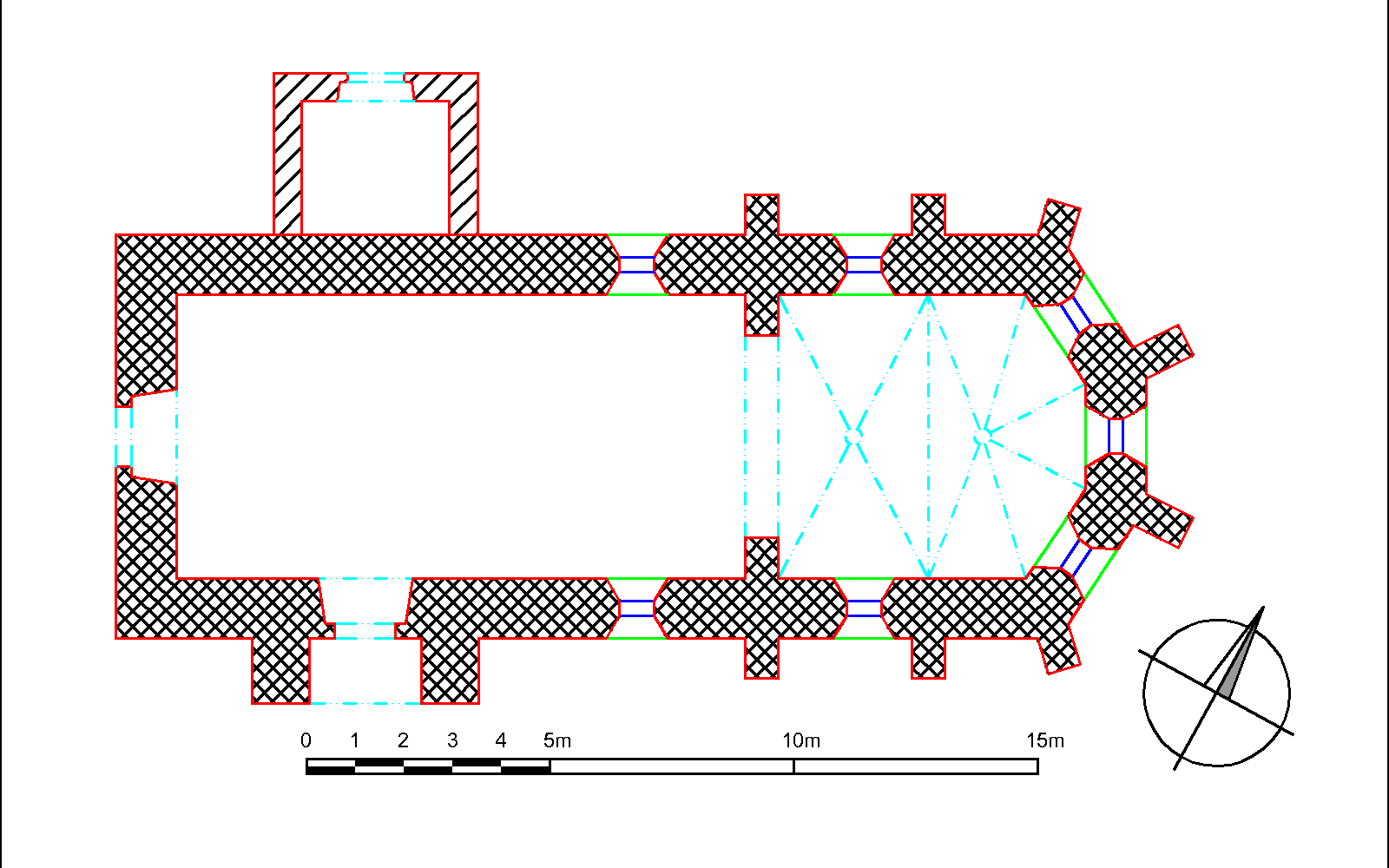
Půdorys kostela

Původně románský kostel byl později přestavován. Kněžiště je raně gotické, zbytek kostela po barokní úpravě. Jednolodní orientovaná stavba má obdélníkovou loď o rozměrech 11,6 × 5,9 m. Hlavní vstup do kostela je z jižní strany a má opukový románský portál o šířce 33 cm, který je ozdobený 23 čtyřlistými růžemi. Portál je krytý malou předsíňkou. Druhý vstup do lodi je v západním průčelí a nad ním je oválné okno, které osvětlovalo kruchtu. Na severní straně lodi jsou patrné zbytky renesančního portálu do márnice, která byla přistavěna ke kostelu. Loď je osvětlena dvěma okny, další oválné okno je nad západním vstupem. V podlaze je náhrobní kámen o velikosti 1,84 × 0,97 m s téměř zcela ohlazeným reliéfem. Patrná je pouze část nápisu:
... umrzel • urozeny • wladyk ...

Z této hrobky vede podzemní chodba severním směrem. Vedle tohoto kamene jsou další dva, na kterých jsou stopy nápisů, dnes zcela nečitelné.
Kněžiště, oddělené od lodi vítězným obloukem o šířce 3,6 m, je stejně široké jako loď a dlouhé 6,4 m. Sestává z jednoho pole křížové klenby a pětibokého závěru. Na vnější straně je klenba podepřena osmi opěrnými pilíři. Klenební žebra o profilu 16,5 × 21 cm se sbíhají do kamenných konzol v podobě lidských hlav. Kněžiště je osvětleno pěti okny. Na severní straně je zděné sanktuárium.
Valbová střecha je kryta taškami, nad kněžištěm je barokní sanktusník.

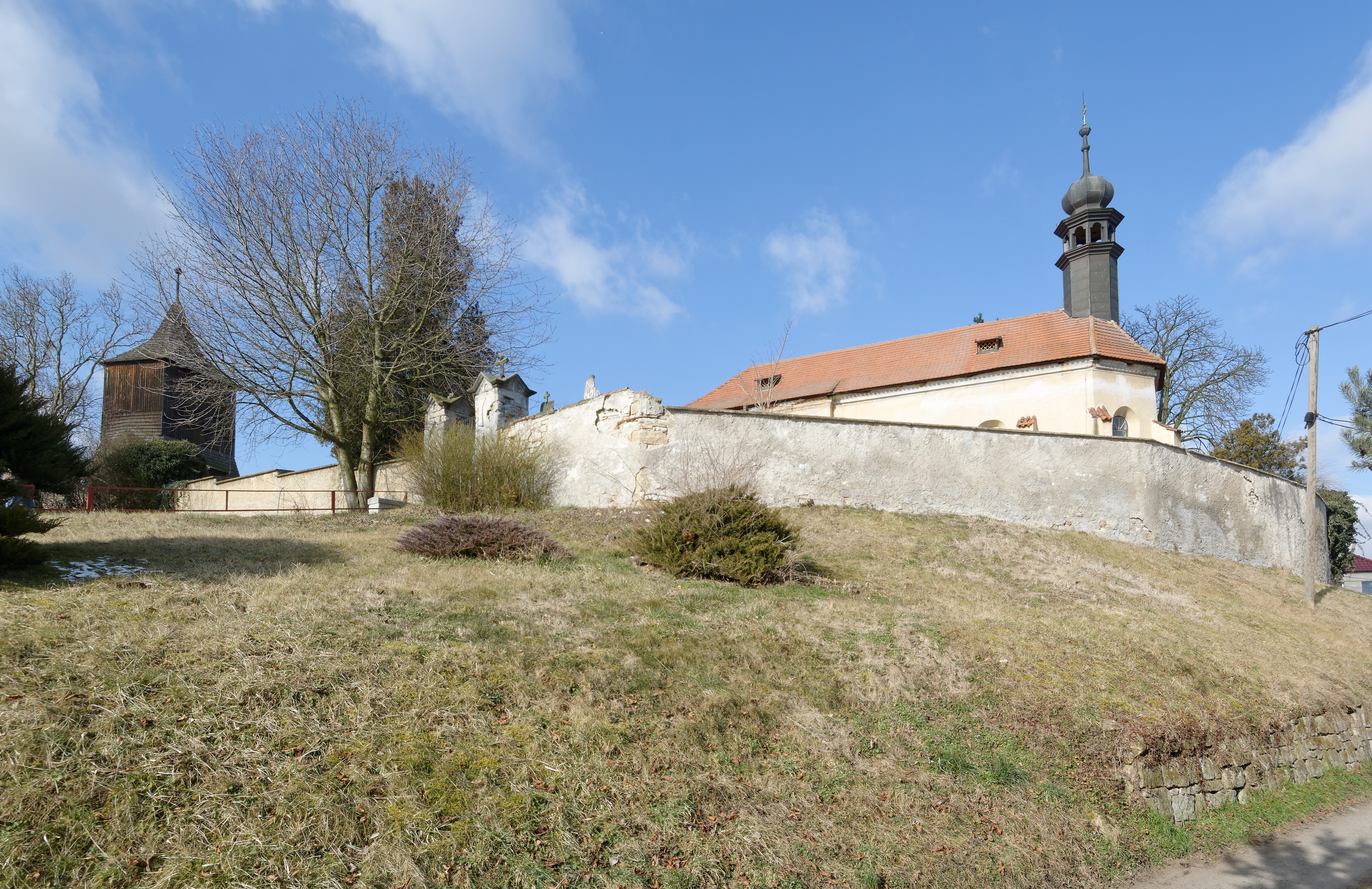
Pohled na areál od jihovýchodu
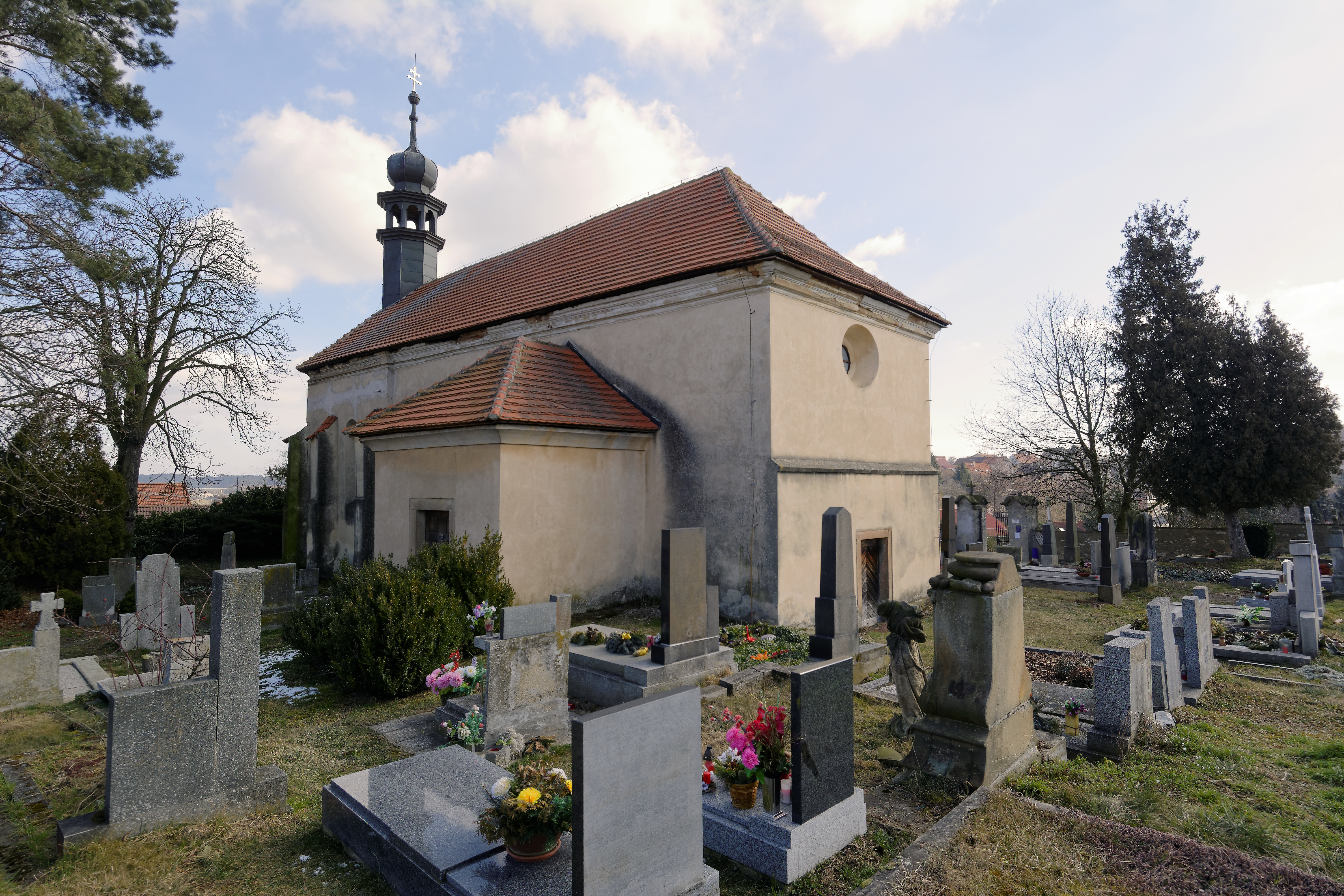
Pohled na kostel a márnici od západu
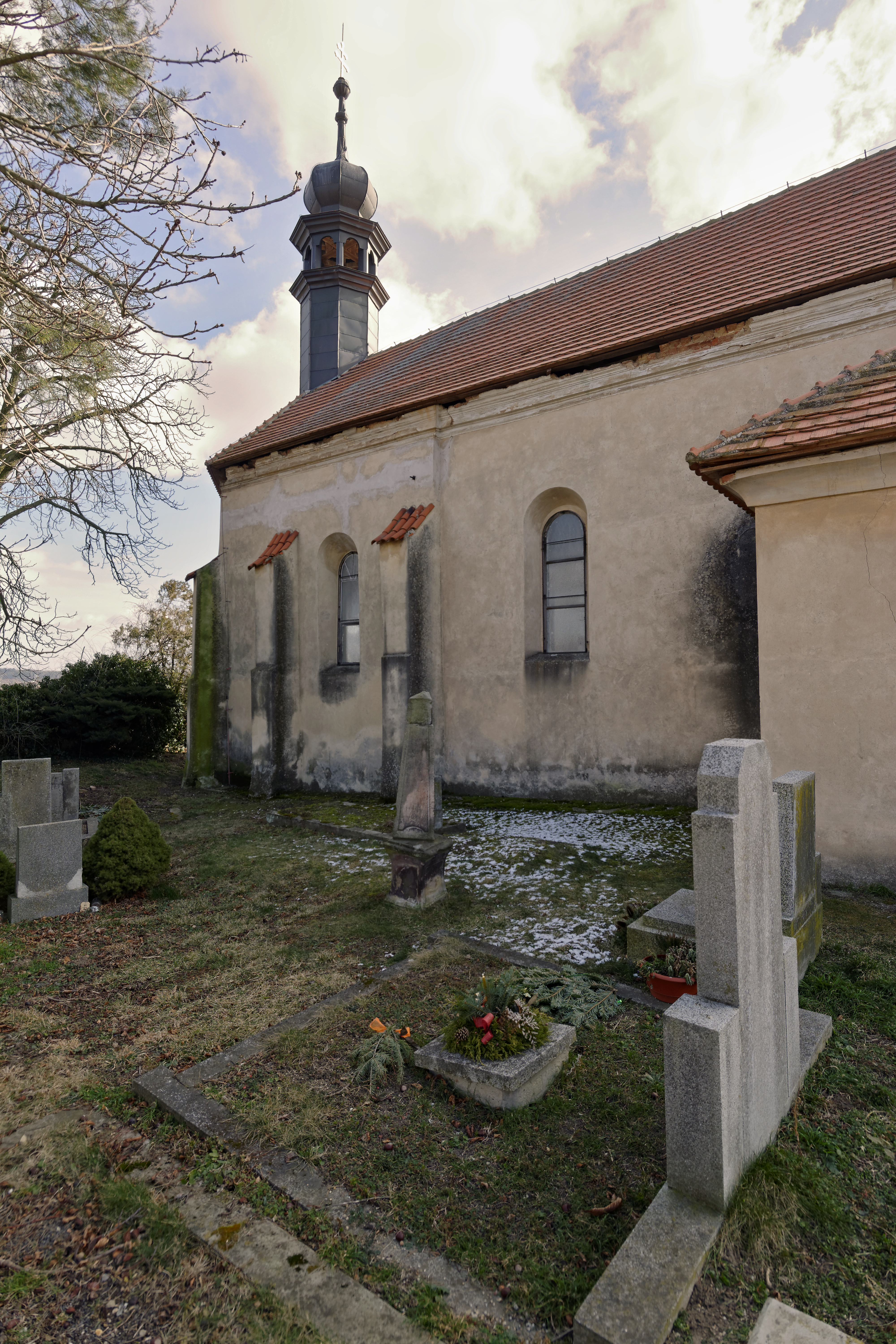
Severozápadní stěna kostela
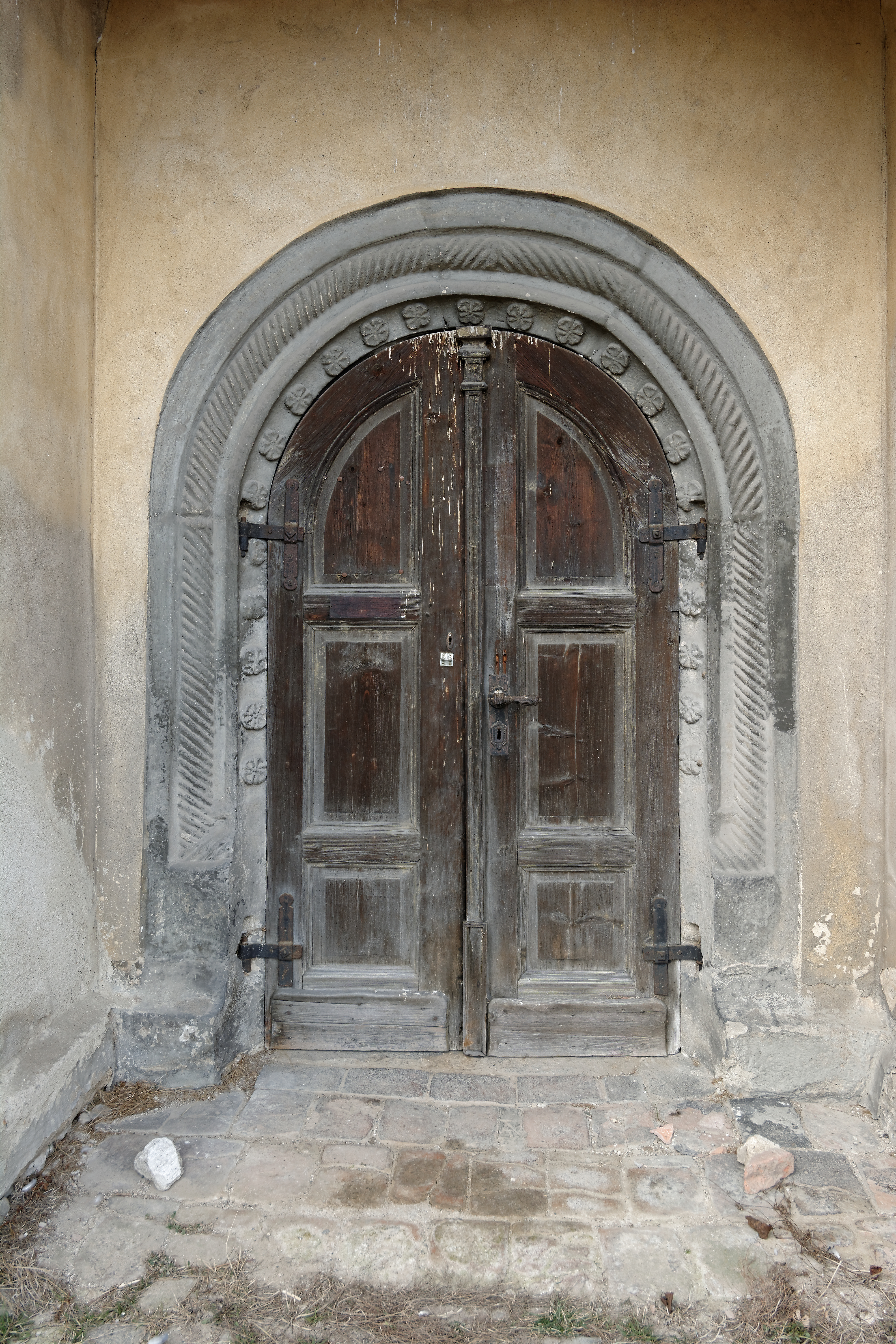
Románský portál hlavního vstupu do kostela

### Vnitřní vybavení
V kostele se v roce 1913 nacházel hlavní barokní oltář z 2. poloviny 18. století s obrazem svatých Petra a Pavla a sochami svatého Mikuláše a svatého Blažeje. Oltářní obraz se společně s několika zbytky původního vybavení dochoval a čeká na restaurování (2018). Dále zde byly dva boční oltáře svatého Jana Nepomuckého a Panny Marie.
V západní části lodi je dřevěná kruchta. Na ní jsou patrné zbytky malované výzdoby. Na střední části zábradlí byl znak rodu Martiniců, zdola jsou patrné ornamenty s rostlinnými motivy.

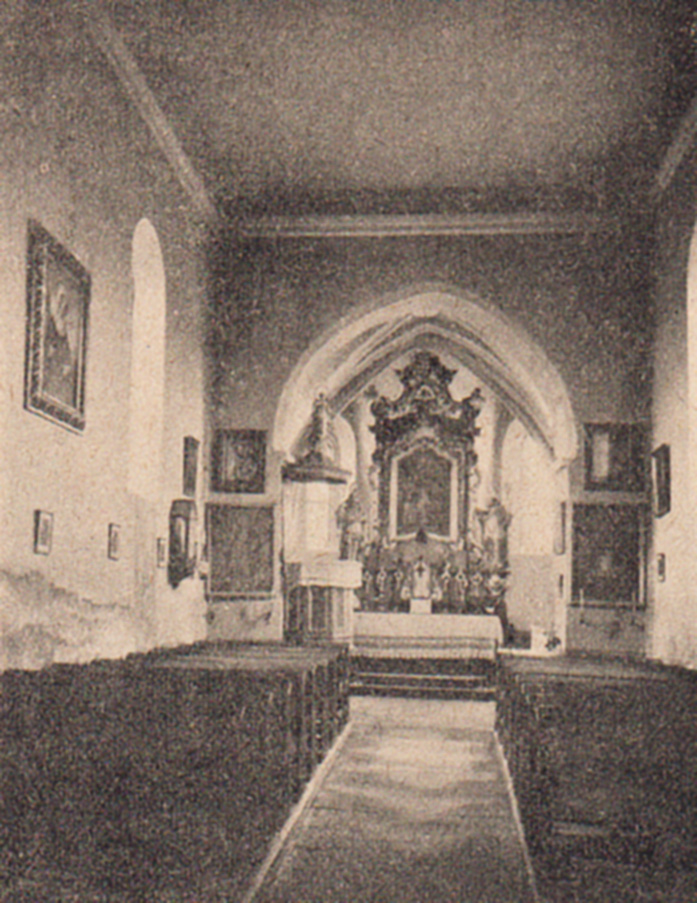
Interiér kostela v roce 1913
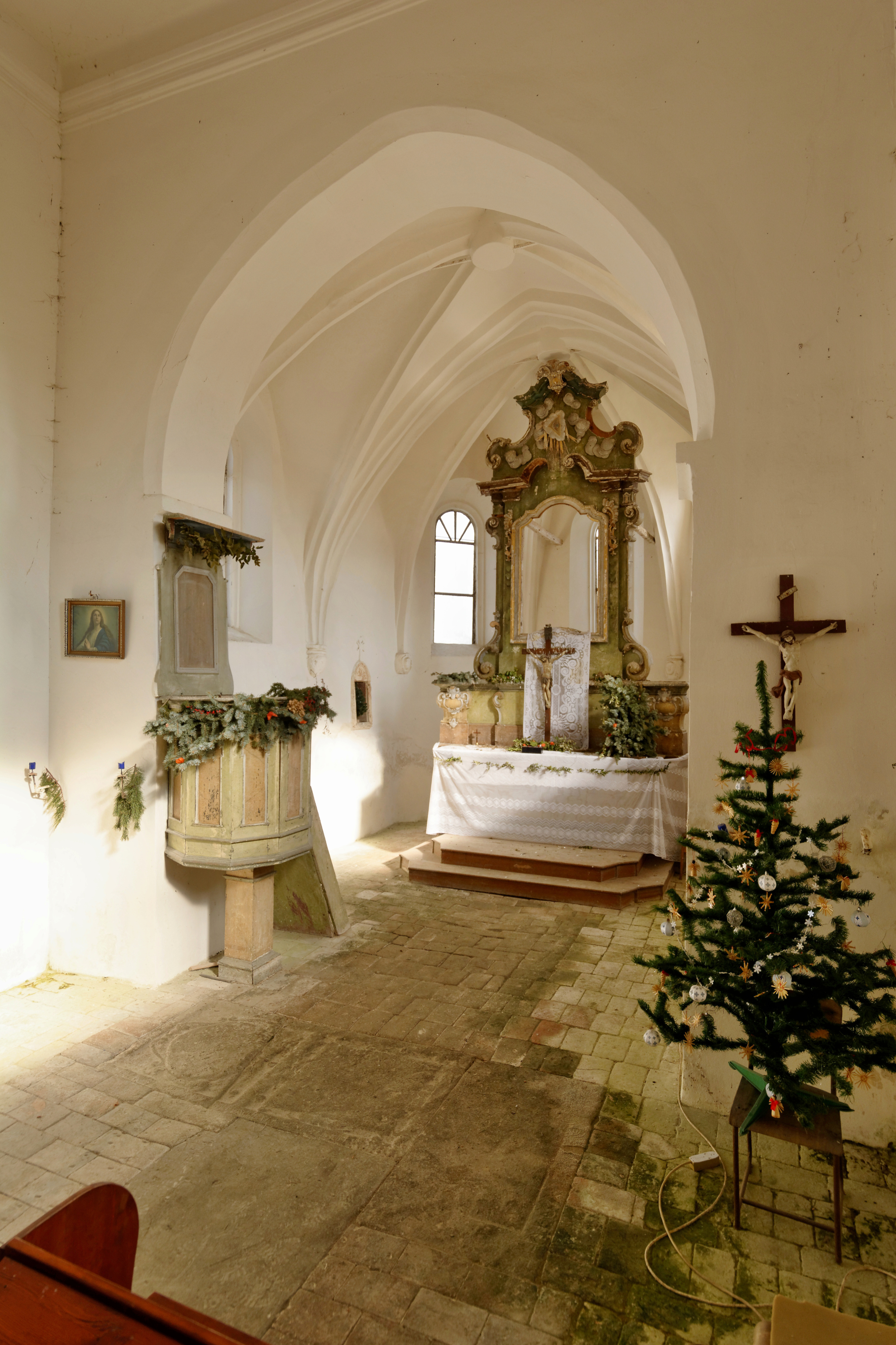
Pohled z lodi do kněžiště
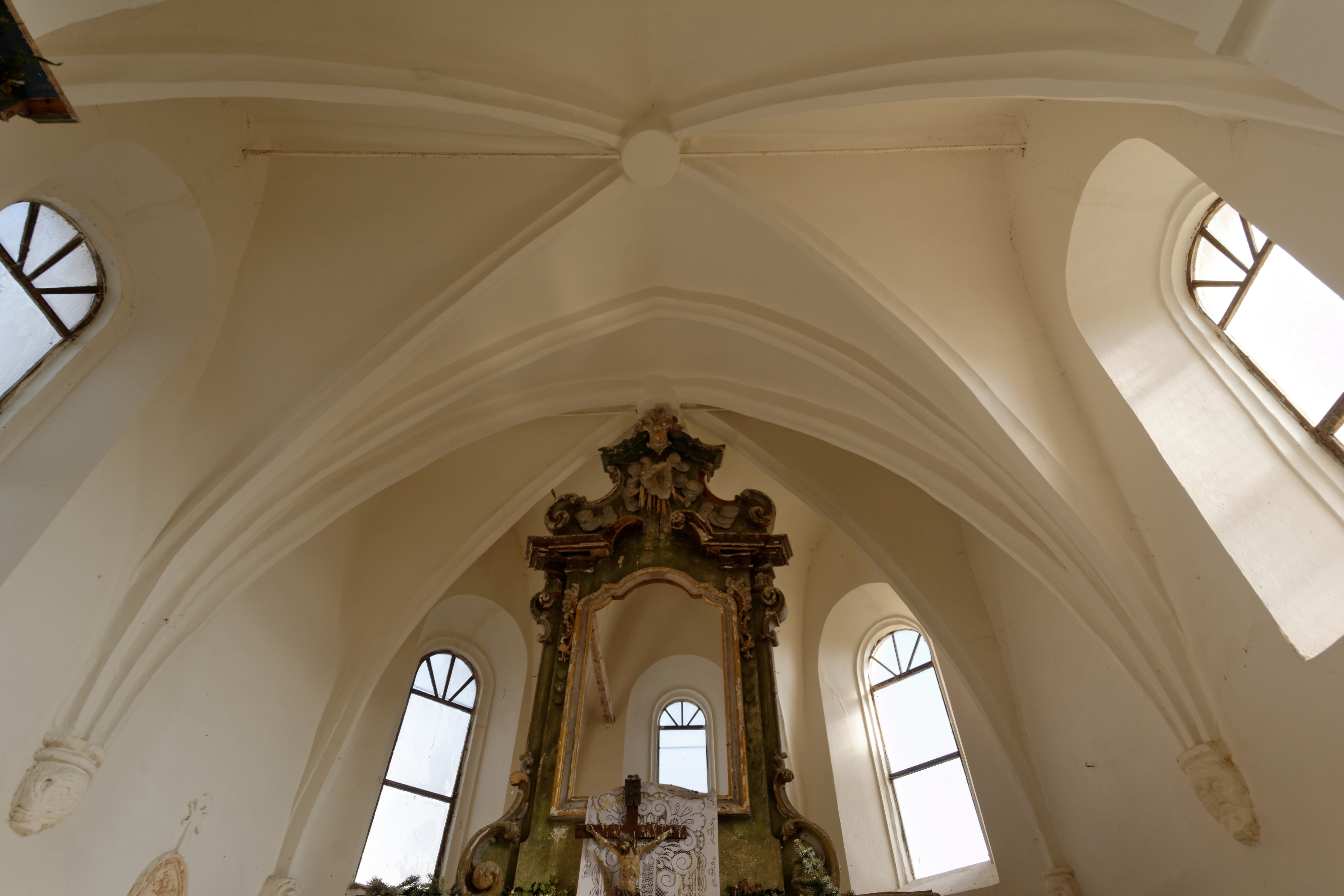
Klenba kněžiště
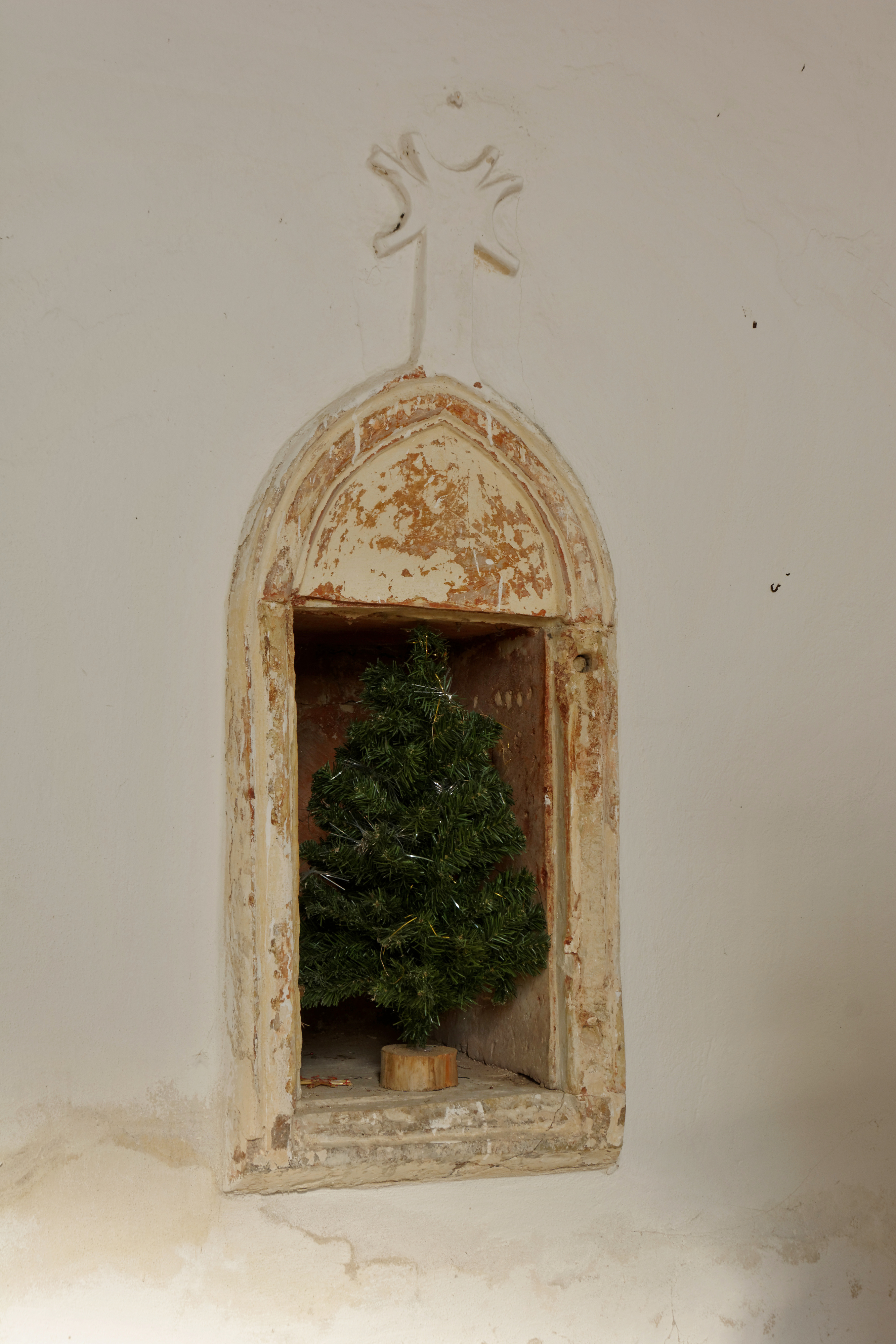
Sanktuárium v severní stěně kněžiště
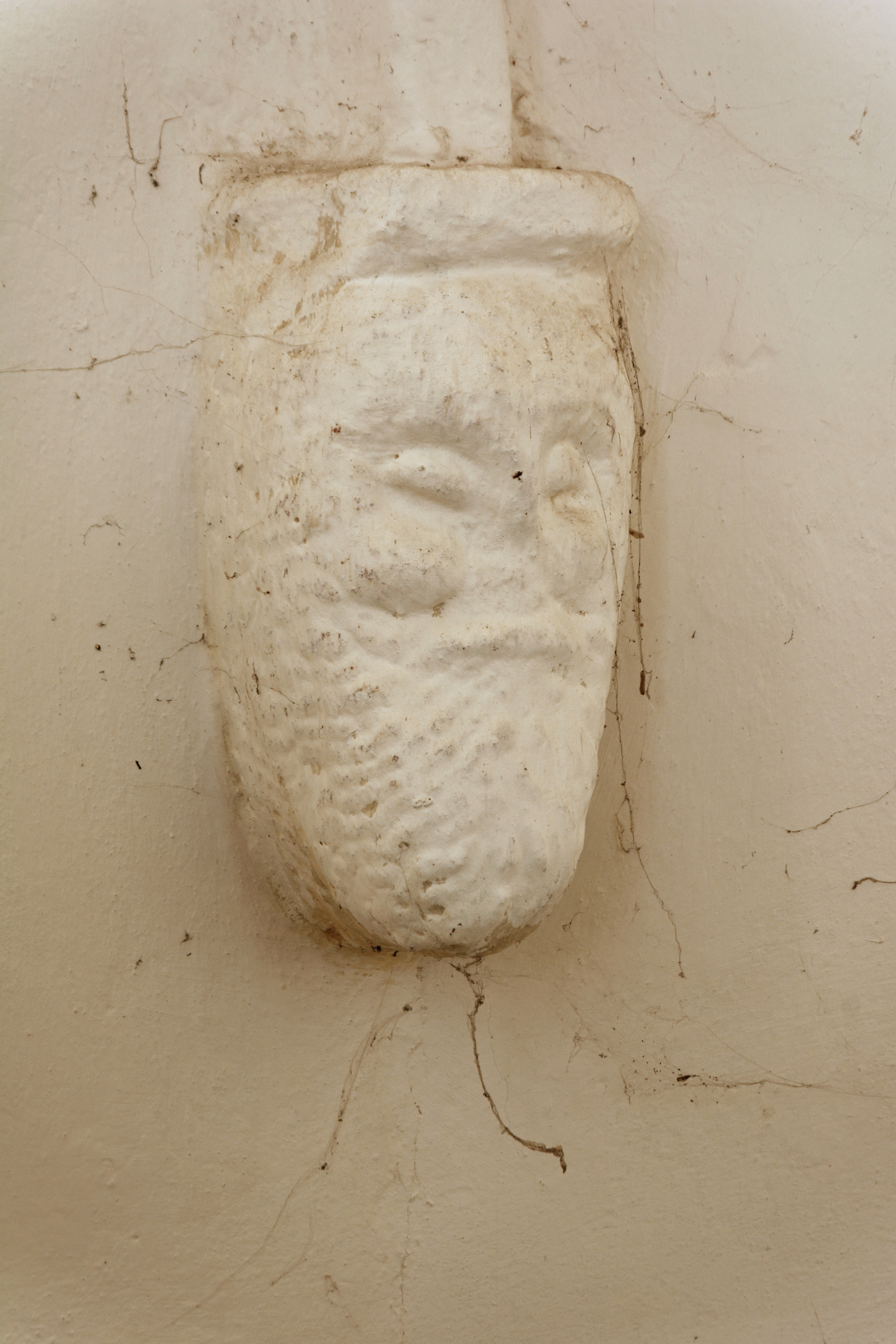
Konzola s motivem mužské hlavy
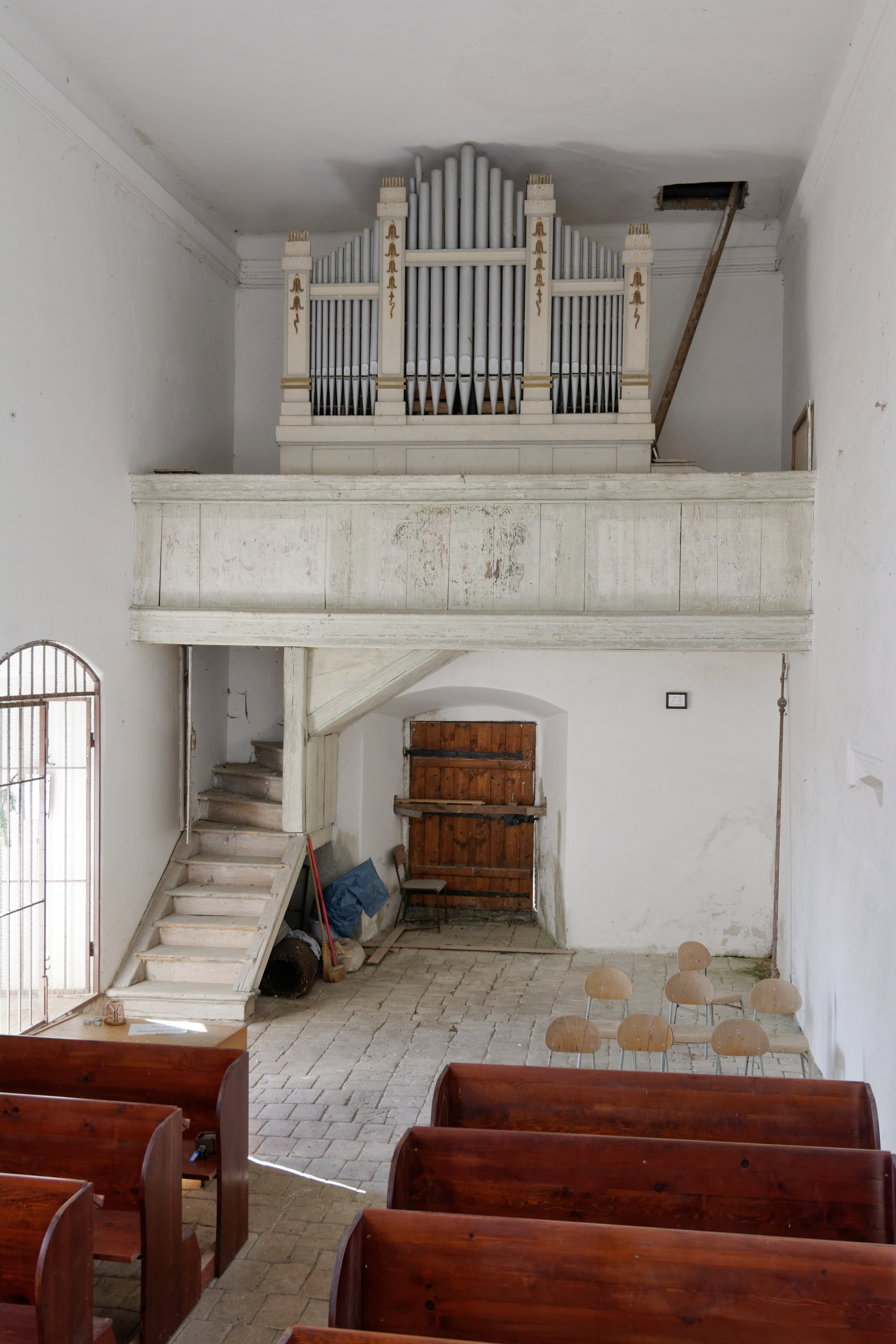
Kruchta
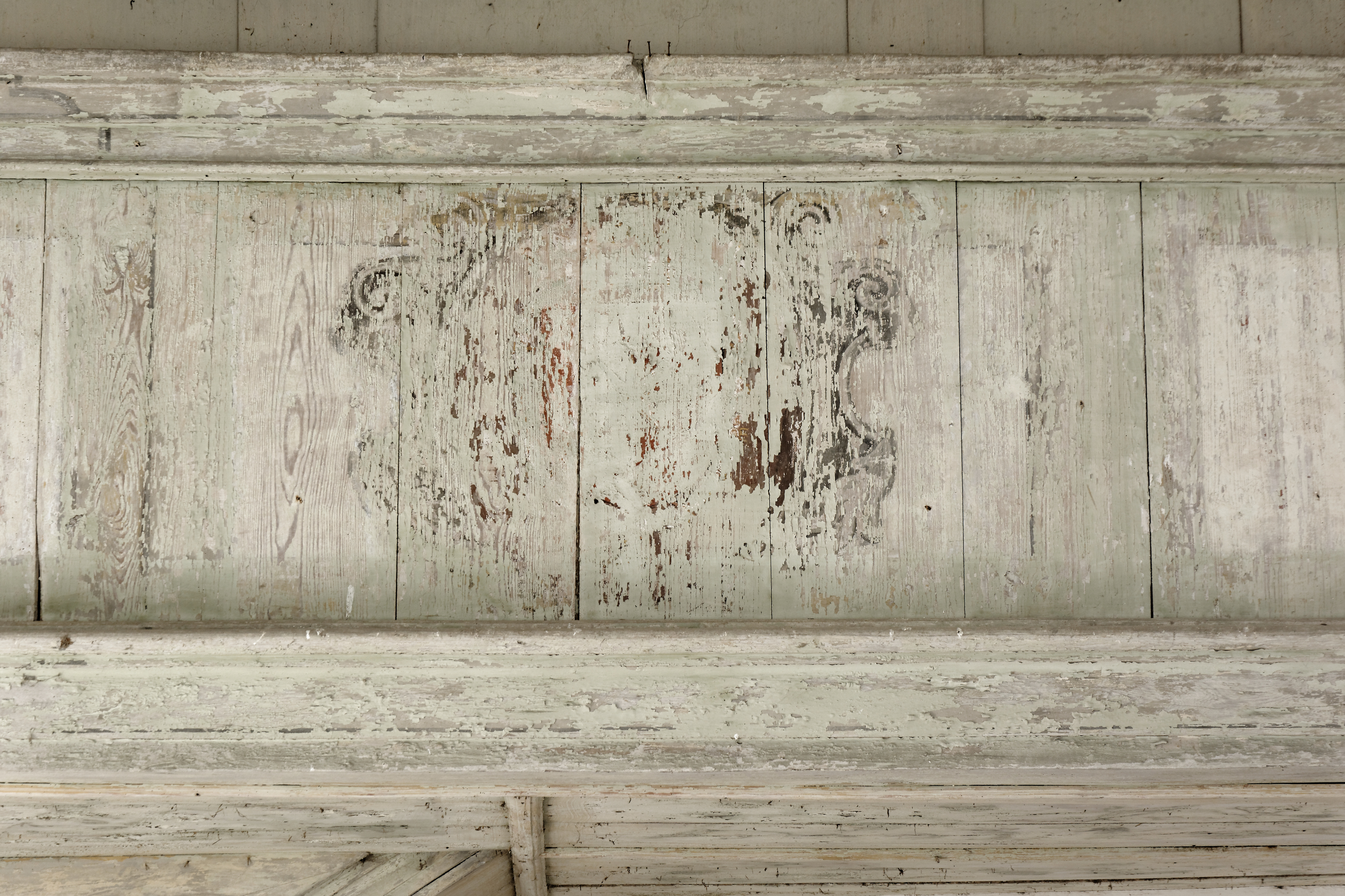
Zbytky Martinického znaku na zábradlí kruchty
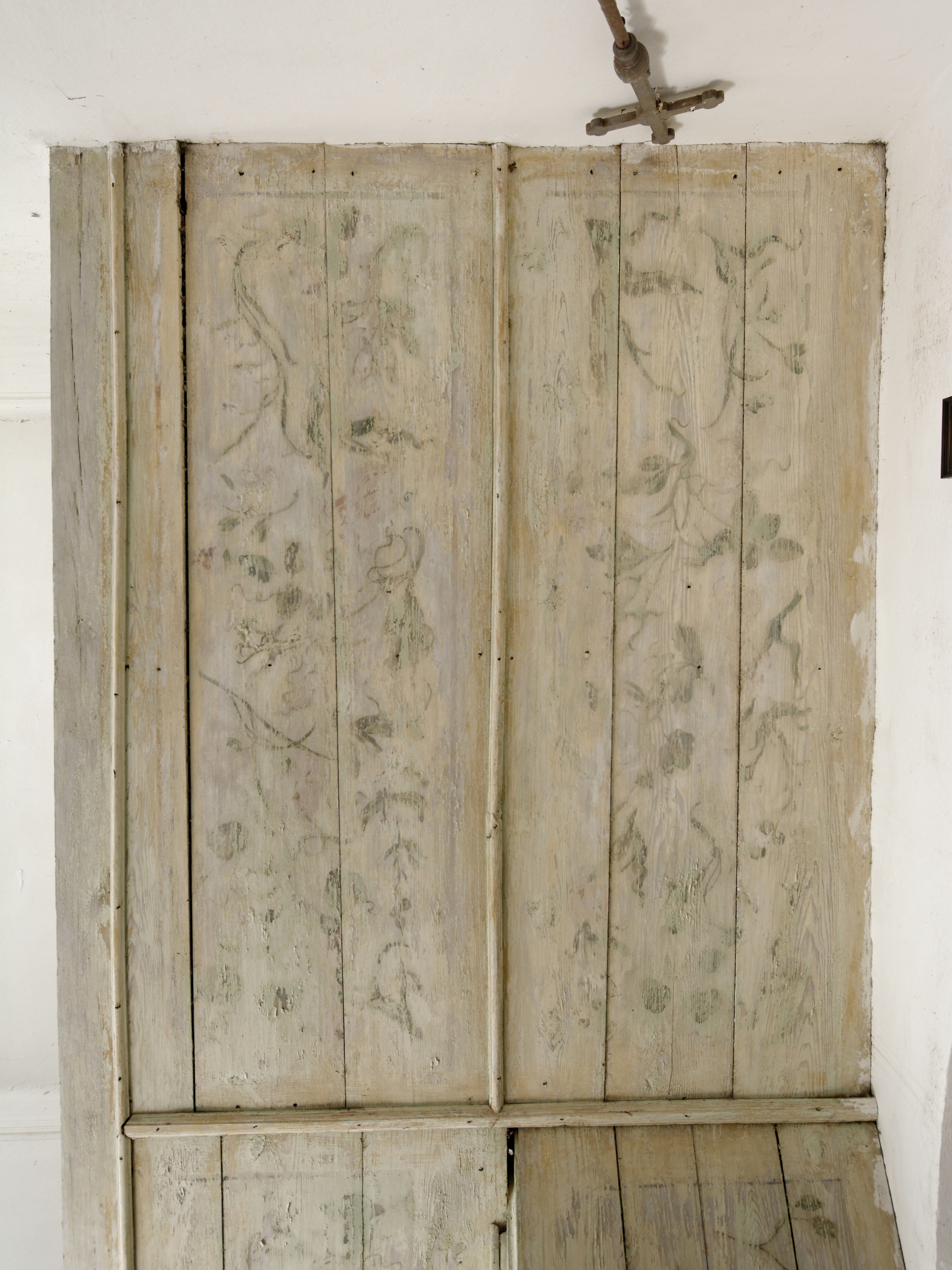
Zbytky výzdoby rostlinnými motivy na kruchtě
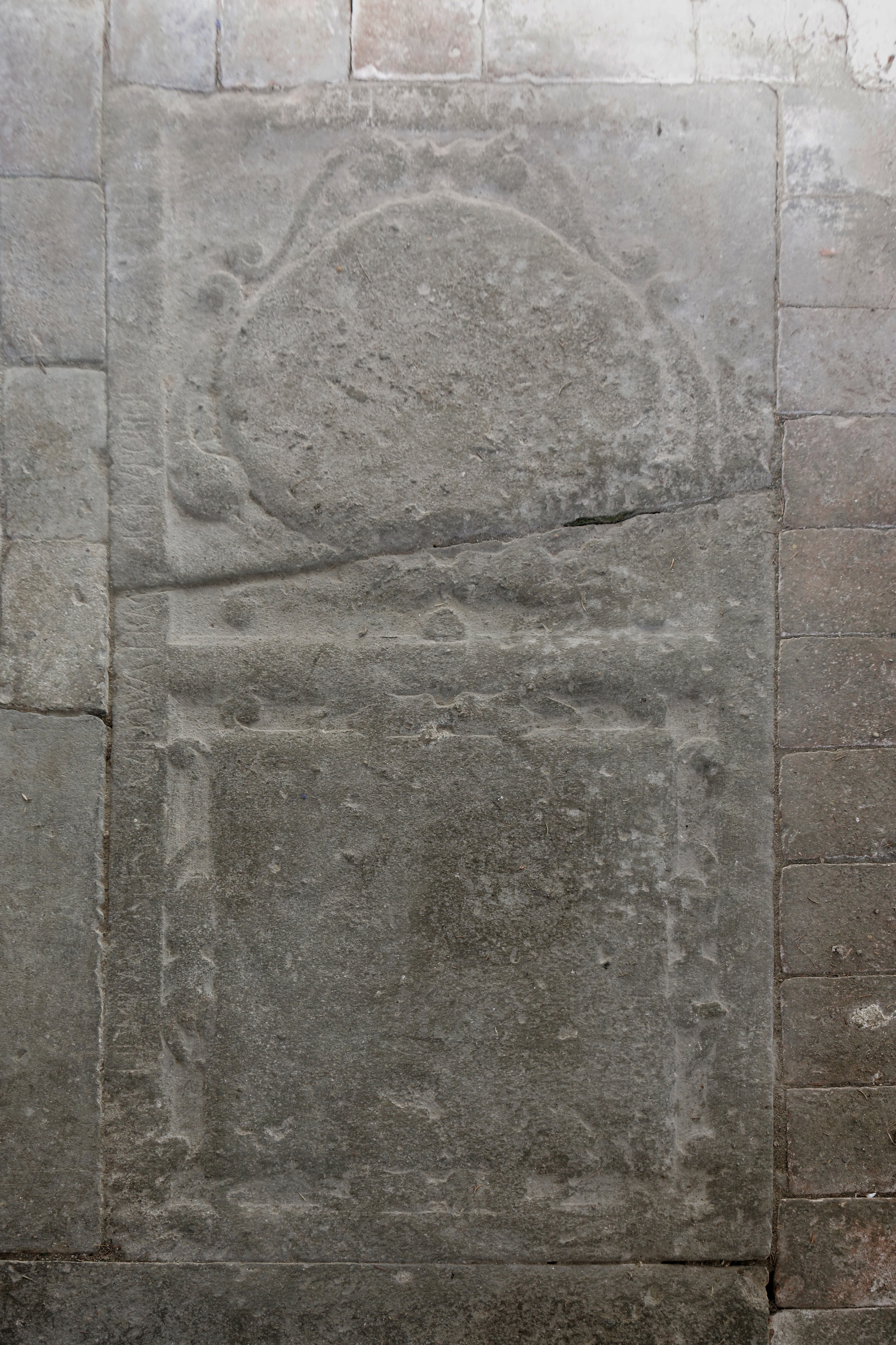
Jeden z náhrobních kamenů v podlaze kostela

## Zvonice
V západní části hřbitova se nachází šestiboká dřevěná zvonice ze 17. století na starší kamenné podezdívce. Zvonice je kryta šindelovou střechou. Na ní se nachází dubová zvonová stolice pro tři zvony. V roce 1913 jsou zde doloženy tyto zvony:
Největší zvon, ulitý Bedřichem Schönfeldem v Praze v roce 1679, průměr 1 metr, výška 0,72 m, nápisy na zvonu:
- okolo koruny zvonu: Gott las dir befolen sein die Klocken wie auch die Kirchen dein.

- při dolním okraji: Gos mich Fridericus Schönfelt in der altstatt Prag

- na západní straně: Leta Panie 1679 tento
zwon slit gest ke cti
a chwale bozi blahoslaw
ene panie Maryi a ss:
aposstoluw, Petra a Pawla
z zadussi przewliczkemu
nakladem tehos zadussi.

Prostřední zvon z roku 1486, průměr 0,81 m, výška 0,65 m, na zvonu je reliéf svatého Petra o výšce 15 cm a nápis:
+ leta + boziho + mzt Ccc(c) + osmdeatz + sesteoe + panebze + racz zdarziti + ten + tozwo / n genz gest

Tento nápis byl považován za nejstarší český nápis na zvonu, protože letopočet uvedený na nápisu byl chybně interpretován jako 1386. Díky tomuto chybnému čtení byl ale zvon uchráněn od zrekvírování během první i druhé světové války.
Nejmenší zvon z roku 1734 má průměr 0,65 m a výšku 0,46 m. Na jedné straně je reliéf svatého Josefa, na druhé straně znak rodu Martiniců.
Lauder Jesus Christus in aeternum anno 1734

Na severní straně kostela před márnicí se nachází náhrobek mlynáře Červeného z 1. čtvrtiny 19. století.

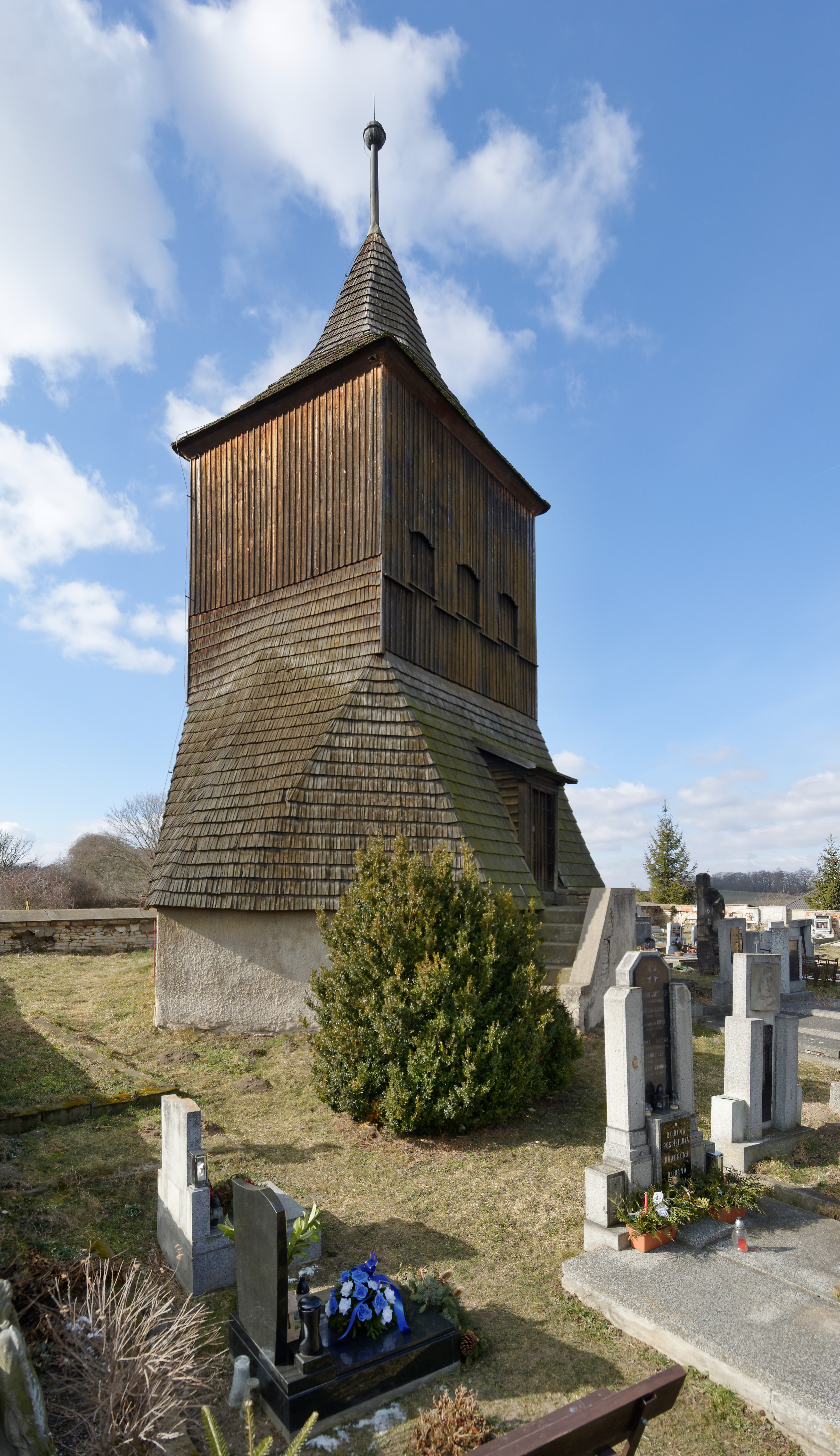
Zvonice v Přelíci v roce 2018
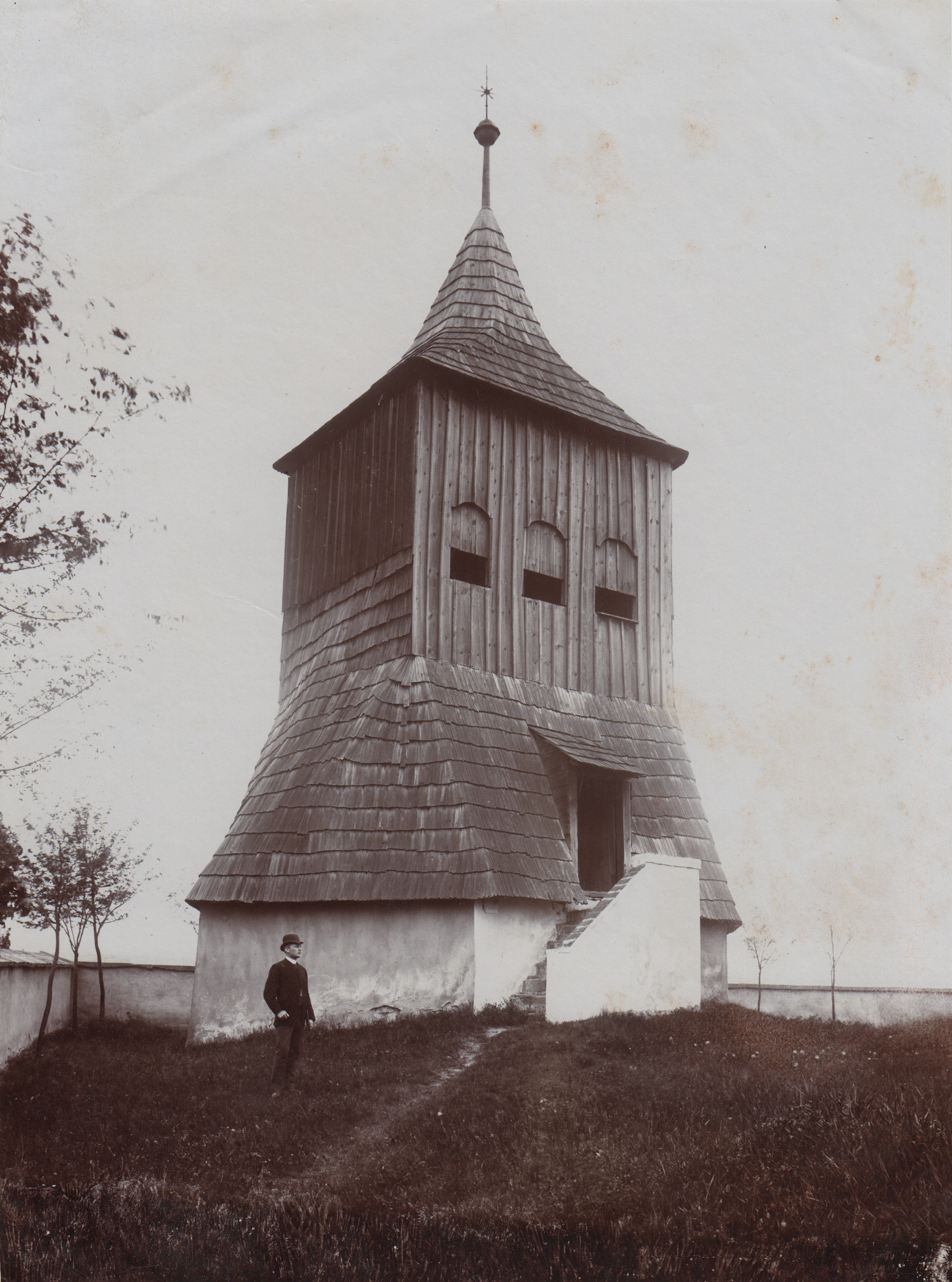
Zvonice na fotografii Františka Durase z roku 1904
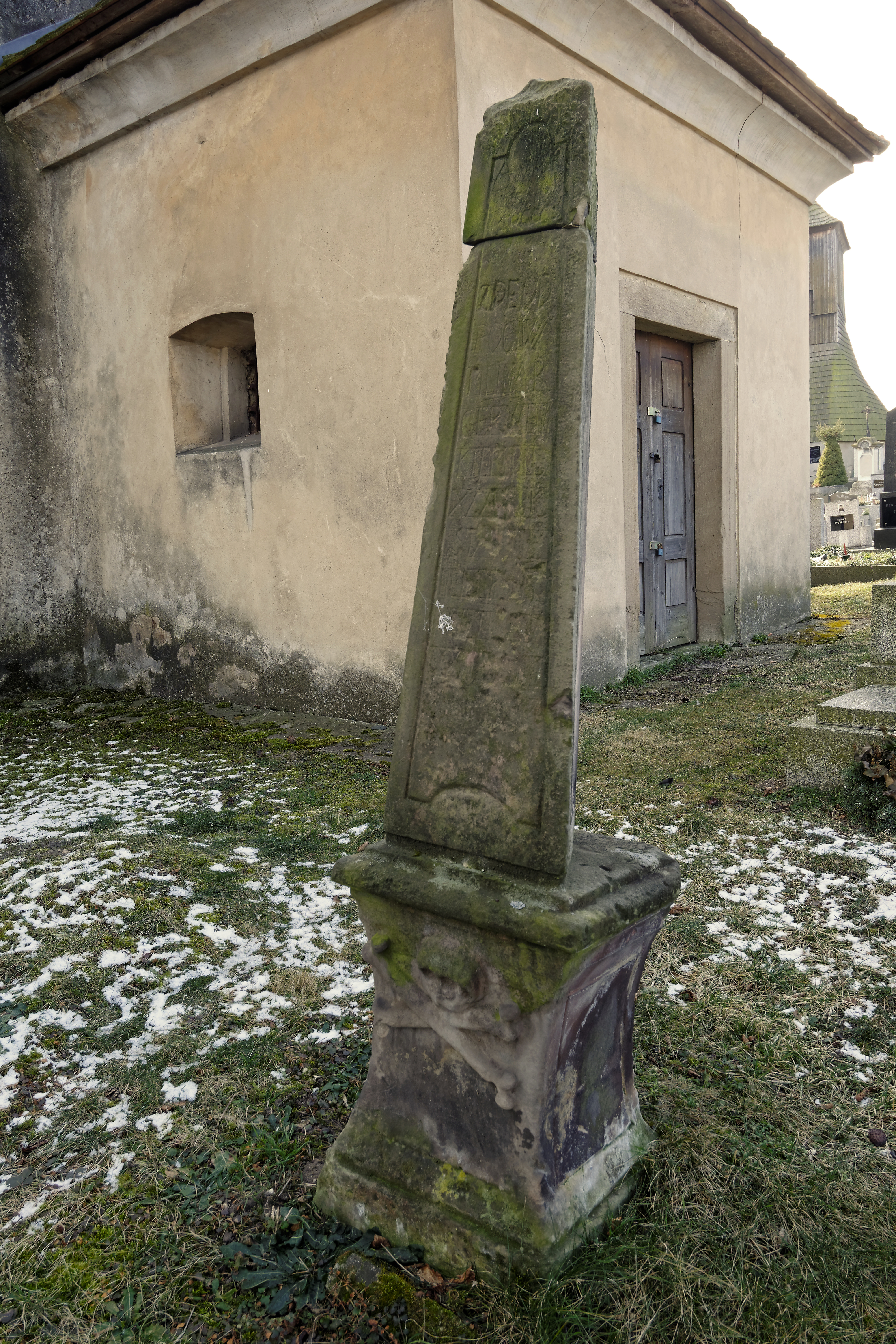
Náhrobek mlynáře Červeného